# اوبینی-او-باک
اوبینی-او-باک (به فرانسوی: Aubigny-au-Bac) یک کمون در فرانسه است که در نر (دپارتمان فرانسه) واقع شده‌است. اوبینی-او-باک ۵٫۱۶ کیلومتر مربع مساحت دارد.